# Моро, Кристоф
Кристоф Моро (фр. Christophe Moreau, род. 12 апреля 1971 в Вервене, Франция) — французский профессиональный шоссейный велогонщик. Серебряный призёр чемпионата мира 1994 года в командной гонке на время. Чемпион Франции в групповой гонке 2007 года. Участник летних Олимпийских игр 2000 и 2004 годов. Участник 15 подряд супермногодневок Тур де Франс с 1996 по 2010 год.

## Победы
| 1994 - Чемпионат мира, командная гонка на время — 2-е место - Париж — Мант 1996 - Вуэльта Чили — генеральная классификация - Тур де л'Авенир — пролог - Чемпионат Франции, индивидуальная гонка на время — 3-е место 1997 - Тур Средиземноморья — этап 2b 1998 - Рут дю Сюд — этап 1b 1999 - Тур Пуату — Шаранты — этап 4 и генеральная классификация - Рут дю Сюд — этап 1b - Чемпионат Франции, индивидуальная гонка на время — 2-е место 2000 - Гран-при Миди Либре — этап 4 2001 - Критериум Дофине — генеральная классификация - Чемпионат Франции, индивидуальная гонка на время — 2-е место - Тур де Франс — пролог - Мемориал Йозефа Фёгели в паре с Флораном Браром - Гран-при Брайтлинг Карлсруэ в паре с Флораном Браром | 2002 - Четыре дня Дюнкерка — этап 4 2003 - Четыре дня Дюнкерка — этап 4, 5 и генеральная классификация 2004 - Трофей горовосходителей - Тур Лангедока — Руссильона — этап 4 и генеральная классификация - Чемпионат Франции, индивидуальная гонка на время — 2-е место 2006 - Вуэльта Каталонии — 3-е место в общем зачёте - Критериум Дофине — 2-е место в общем зачёте 2007 - Критериум Дофине — этапы 3, 5 и генеральная классификация - Чемпион Франции в групповой гонке |

## Статистика выступлений наГранд Турах
| Гранд Тур | 1996 | 1997 | 1998 | 1999 | 2000 | 2001 | 2002 | 2003 | 2004 | 2005 | 2006 | 2007 | 2008 | 2009 | 2010 |
| --------- | ---- | ---- | ---- | ---- | ---- | ---- | ---- | ---- | ---- | ---- | ---- | ---- | ---- | ---- | ---- |
| Джиро     | –    | –    | –    | –    | –    | –    | –    | –    | –    | –    | –    | –    | –    | –    | –    |
| Тур       | 75   | 19   | сход | 27   | 4    | сход | сход | 8    | 12   | 11   | 7    | 37   | сход | 29   | 22   |
| Вуэльта   | –    | –    | –    | –    | –    | –    | –    | –    | –    | –    | –    | –    | –    | –    | –    |